# Gonomyia bigeminata
Gonomyia bigeminata är en tvåvingeart som beskrevs av Alexander 1962. Gonomyia bigeminata ingår i släktet Gonomyia och familjen småharkrankar. Inga underarter finns listade i Catalogue of Life.